# Буландшахр
Буландшахр или Буландшахар (англ. Bulandshahr, хинди बुलन्दशहर) — город на севере Индии, в штате Уттар-Прадеш, административный центр одноимённого округа.

## Название
Ранее город назывался Баран. Современное название в переводе означает «высокий город».

## География
Город находится в западной части Уттар-Прадеша, на берегах реки Кали, на высоте 195 метров над уровнем моря.
Буландшахр расположен на расстоянии приблизительно 340 километров к северо-западу от Лакхнау, административного центра штата и на расстоянии 50 километров к востоку-юго-востоку (ESE) от Нью-Дели, столицы страны.

## Демография
По данным официальной переписи 2011 года численность населения города составляла 222 826 человек, из которых мужчины составляли 52,5 %, женщины — соответственно 47,5 %. Уровень грамотности взрослого населения составлял 68,7 %. Уровень грамотности среди мужчин составлял 73,9 %, среди женщин — 63 %. 13 % населения составляли дети до 6 лет.
Динамика численности населения города по годам:
| 1991    | 2001    | 2011    |
| ------- | ------- | ------- |
| 127 201 | 176 256 | 222 826 |

## Экономика и транспорт
Основу экономики города составляют торговля (прежде всего продуктами сельскохозяйственного производства) и текстильная промышленность. В его окрестностях выращивают зерновые культуры, сахарный тростник и хлопок.

Сообщение Буландшахра с другими городами Индии осуществляется посредством железнодорожного и автомобильного транспорта. Ближайший аэропорт расположен в городе Мератх.